# Institut du patrimoine culturel d'Espagne
L'Institut du patrimoine culturel de l'Espagne (IPCE) (en espagnol Instituto del Patrimonio Cultural de España) est l'agence gouvernementale destinée à la conservation et la restauration du patrimoine culturel espagnol tel que défini notamment par la loi 16/1985 du 25 juin 1985. L'institut dépend du ministère de l'Éducation, de la Culture et des Sports. Son personnel est composé de spécialistes de diverses disciplines : architectes, archéologues, ethnologues, restaurateurs, physiciens, géologues, chimistes, biologistes, documentalistes, informaticiens, photographes, bibliothécaires, archivistes et conservateurs, entre autres.

## Histoire
Durant la Seconde République espagnole, a été créée le Conseil de la protection du trésor artistique national (es) chargé de la protection du patrimoine artistique national.
Au milieu du XXe siècle, l'État disposait de trois organismes destinés au patrimoine culturel : le Service de défense du patrimoine artistique national (es) (SDPAN), l'Institut de conservation et de restauration des œuvres d'art (ICROA) et le Service national de restauration des livres et documents (SELIDO).
En 1985, ces trois organismes ont fusionné avec le Centre national d'information artistique, archéologique et ethnologique, la Sous-direction générale des monuments et la Sous-direction générale de l'archéologie et de l'ethnologie. De cette fusion est né l'Institut de conservation et de restauration des biens culturels (ICRBC) (Instituto de Conservación y Restauración de Bienes Culturales).
Après plusieurs changements de noms, c'est en 2008 que le nom actuel a été adopté Instituto del Patrimonio Cultural de España (IPCE).

## Le siège
L'immeuble a été conçu par l'architecte Fernando de Higueras. Il est inscrit dans un cercle d'environ 40 m de rayon et divisé en 30 quartiers principaux. Ils sont répartis sur quatre étages circulaires, reliés verticalement par des escaliers et des ascenseurs, à l'exception de la mezzanine.
L'édifice a été classé bien d'intérêt culturel par décret royal 1261/2001 du 16 novembre 2001 (BOE n° 287 du 30 novembre 2001). Il s'agit du seul bâtiment classé BIC du vivant de son auteur.
Le siège est situé à Madrid, Calle Greco, 4, Ciudad Universitaria, tout près du Palais de La Moncloa.

## Domaines d'intervention
L'IPCE est organisé en quatre départements :
- Département des interventions en biens culturels. Réalisation de travaux d'investigation, de conservation et de restauration des biens culturels ; conseil sur des projets d'intervention d'institutions publiques et privées ; gestion des expositions initiées par d'autres institutions gouvernementales.
- Département de la recherche et de la formation. Conseil sur les méthodes et les matériels pour le traitement de biens culturels ; conception de méthodes analytiques permettant le diagnostic de l'état de conservation des biens culturels ; élaboration de programmes de formation, interventions publiques et organisation de conférences spécialisées.
- Département de la documentation et de la diffusion. Chargé des publications de l'IPCE (livres, revues et publications numériques) ; valorisation de l'information disponible au sein des archives, de la bibliothèque et de la photothèque du centre ; traitement des demandes d'information du public et des organismes.
- Département administratif.

## Archives photographiques

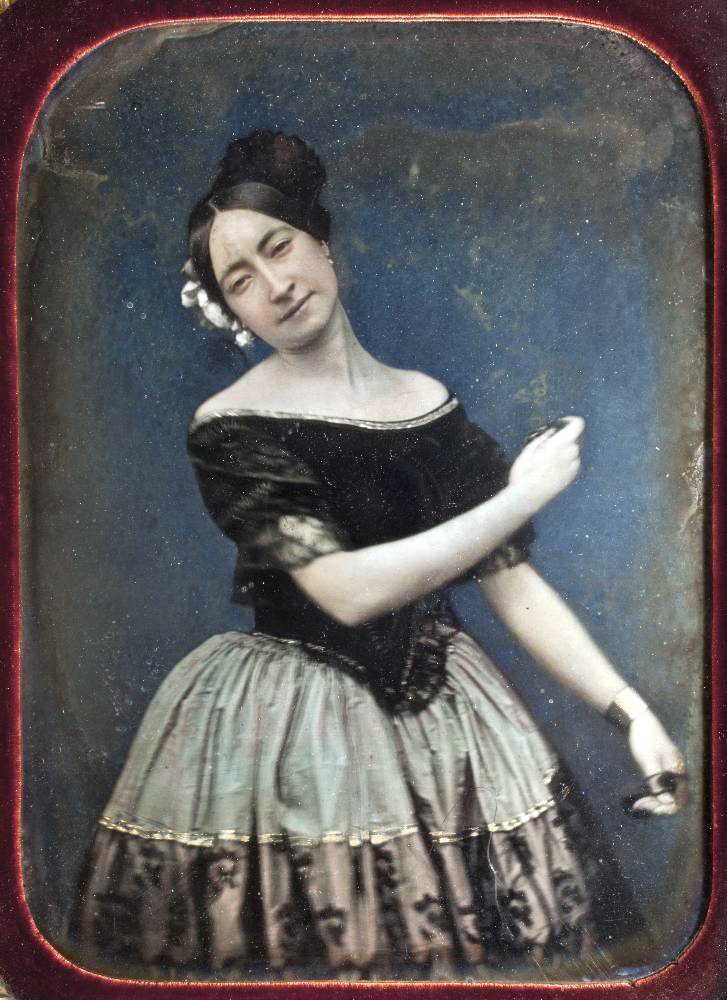
Daguerréotype vers 1850. Probablement, Marie Guy-Stéphan, à Madrid.

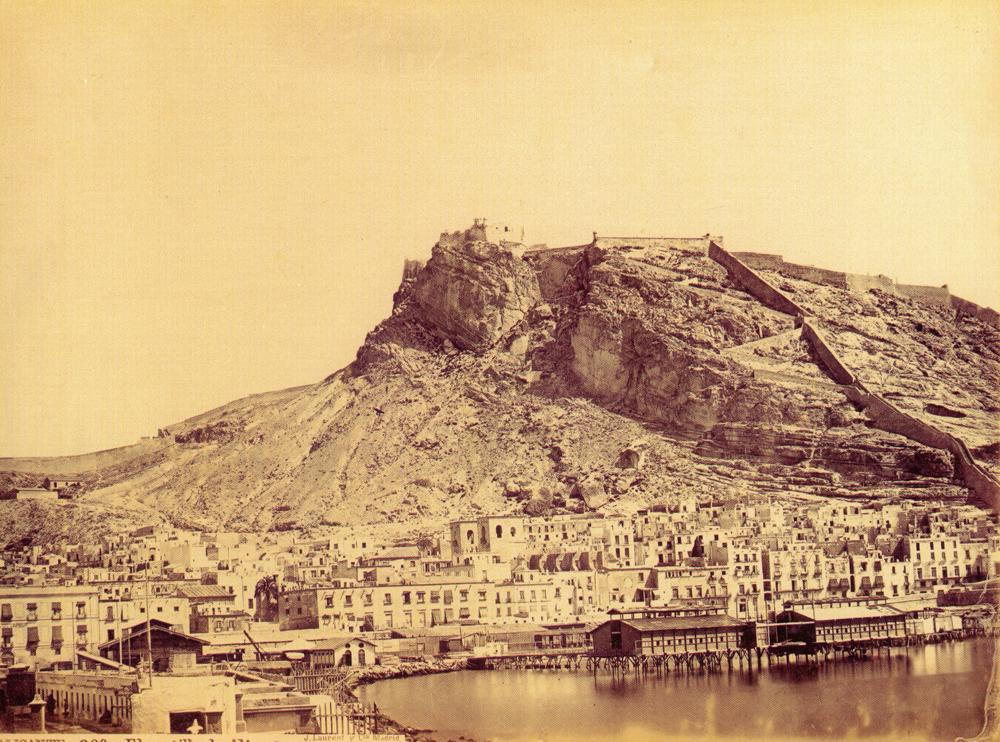
Jean Laurent, le château de Santa Barbara à Alicante), vers 1870.

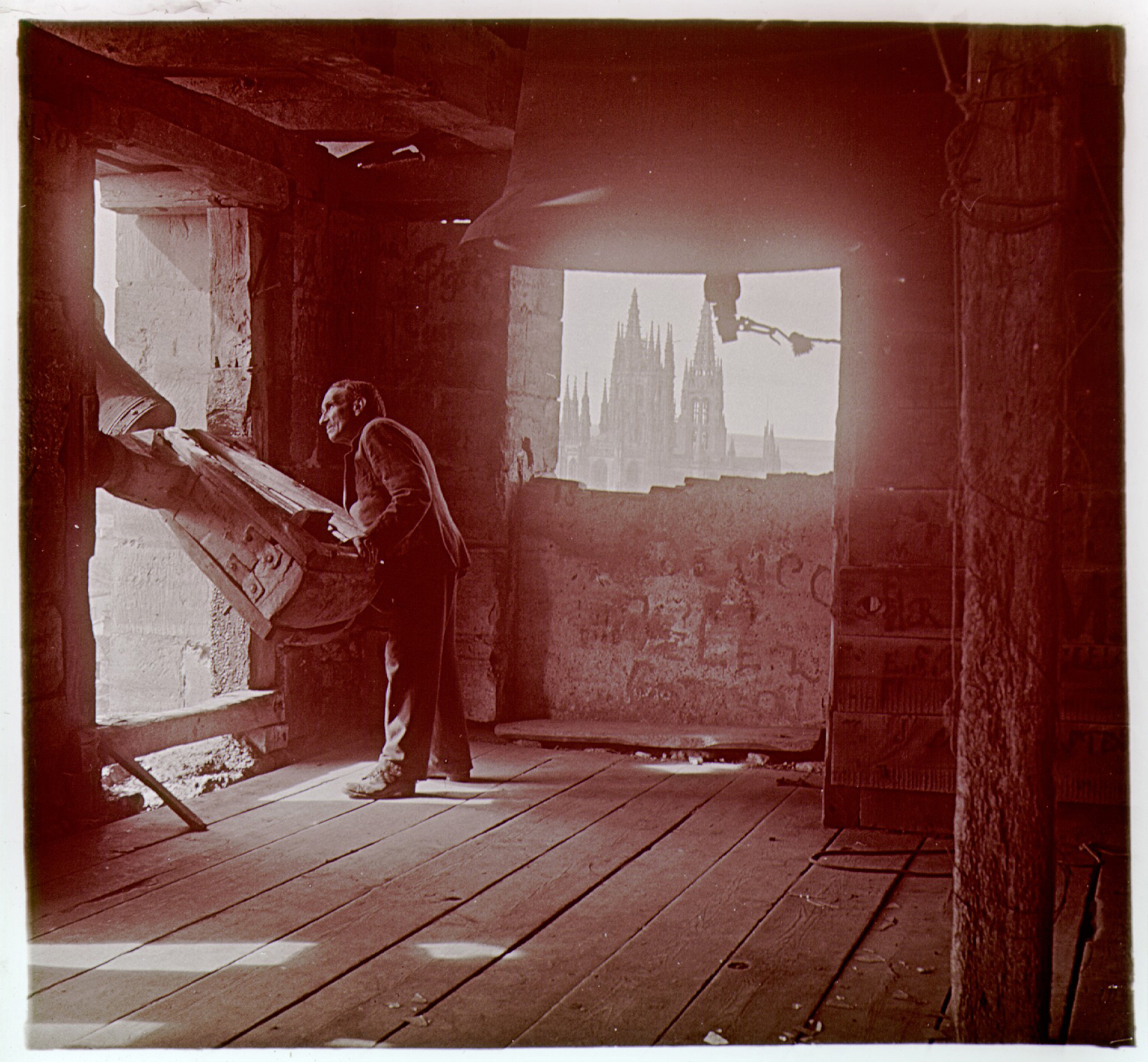
Campanero de Burgos, en la torre de San Gil. Photographie de Eustasio Villanueva, entre les années 1913 et 1929. Archive Villanueva de la photothèque de l'IPCE.

La photothèque de l'IPCE gère plusieurs archives :
- Archive Arbaiza : contient 34 508 négatifs photographiques pris par Vicente Salgado Llorente entre mai 1939 et mai 1941[3].
- Archive Baldomero et Aguayo : contient 26 000 photographies taurines prises entre 1936 et 1952 par Baldomero Fernández Raigón et José Fernández Aguayo (es)[4].
- Archive Cabré : contient 5 558 négatifs sur plaques de verre et nitrate de cellulose de l'archéologue Juan Cabré[5].
- Archive Comte de Polentinos : contient 10 000 plaques de verre prises dans les trois premières décennies du XXe siècle par Aurelio de Colmenares y Orgaz[6].
- Archive Loty : comprend les épreuves du photographe portugais António Passaporte prises entre 1927 et 1936[7].
- Archive Moreno : comprend 60 000 négatifs sur plaques de verre ou supports plastiques pris par Mariano Moreno García et son fils Vicente Moreno Díaz entre 1893 et 1954[8].
- Archive Pando : comprend les travaux de Juan Pando Barrero et de son fils Juan Pando Despierto entre 1940 et 2003[9].
- Fonds Ruiz Vernacci : comprend 40 000 négatifs sur plaques de verre ainsi que des positifs, réalisés entre 1858 et 1960 par Jean Laurent, Catalina Melina Dosch, Alfonso Roswag, Joseph Jean Marie Lacoste Borde, Ángel Redondo de Zúñiga, Juana Roig Villalonga et Joaquín Ruiz Vernacci[10].
- Archive Vaamonde : comprend documents, plans et photographies prises par l'architecte José Lino Vaamonde (es) entre 1936 et 1939[11].
- Archive Villanueva : comprend 1 625 négatifs et 1 000 diapositives stéréoscopiques prises par Eustasio Villanueva dans les trois premières décennies du XXe siècle[12].
- Archive Wunderlich : comprend 22 000 négatifs et positifs pris par Otto Wunderlich (es) à partir de 1917 et par son fils Rodolfo Wunderlich[13].
- Archive photographique des projets de conservation et de restauration : contient 200 000 photographies prises depuis 1961 lors des travaux de conservation des biens meubles réalisés par l'IPCE ou les institutions l'ayant précédé[14].
- Archive photographique des monuments et sites archéologiques : contient 90 000 photographies prises depuis 1967 par l'IPCE ou les institutions l'ayant précédé[15].
- Archive d'information artistique : contient 90 000 copies positives sur papier en noir et blanc relatives aux biens culturels[16].

Ces archives constituent les fonds principaux, mais l'IPCE disposent d'autres archives.

## Protection
Le bâtiment fait l’objet d’un classement en Espagne au titre de bien d'intérêt culturel depuis le 16 novembre 2001.

## Galerie

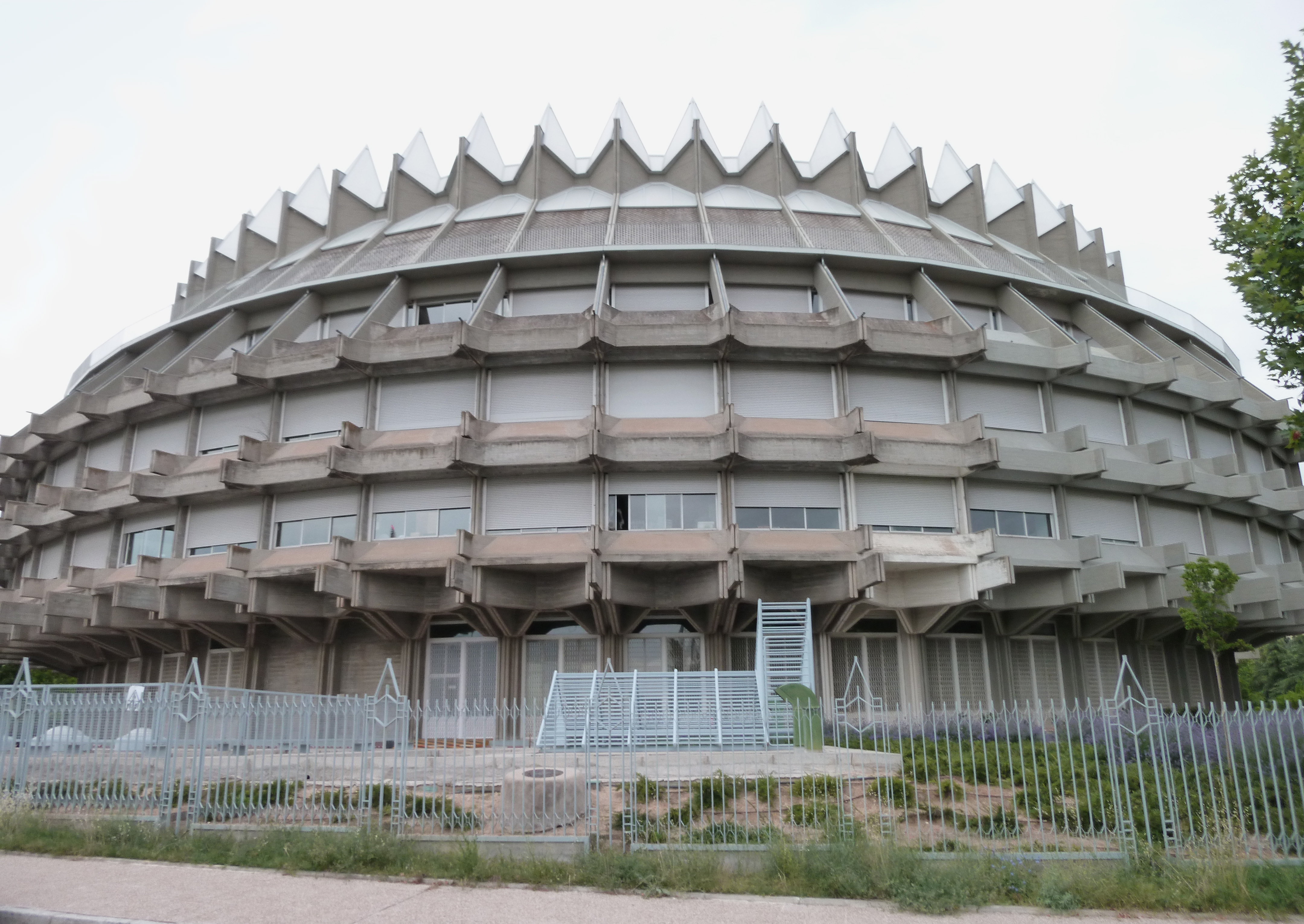
Autre vue extérieure de l'IPCE
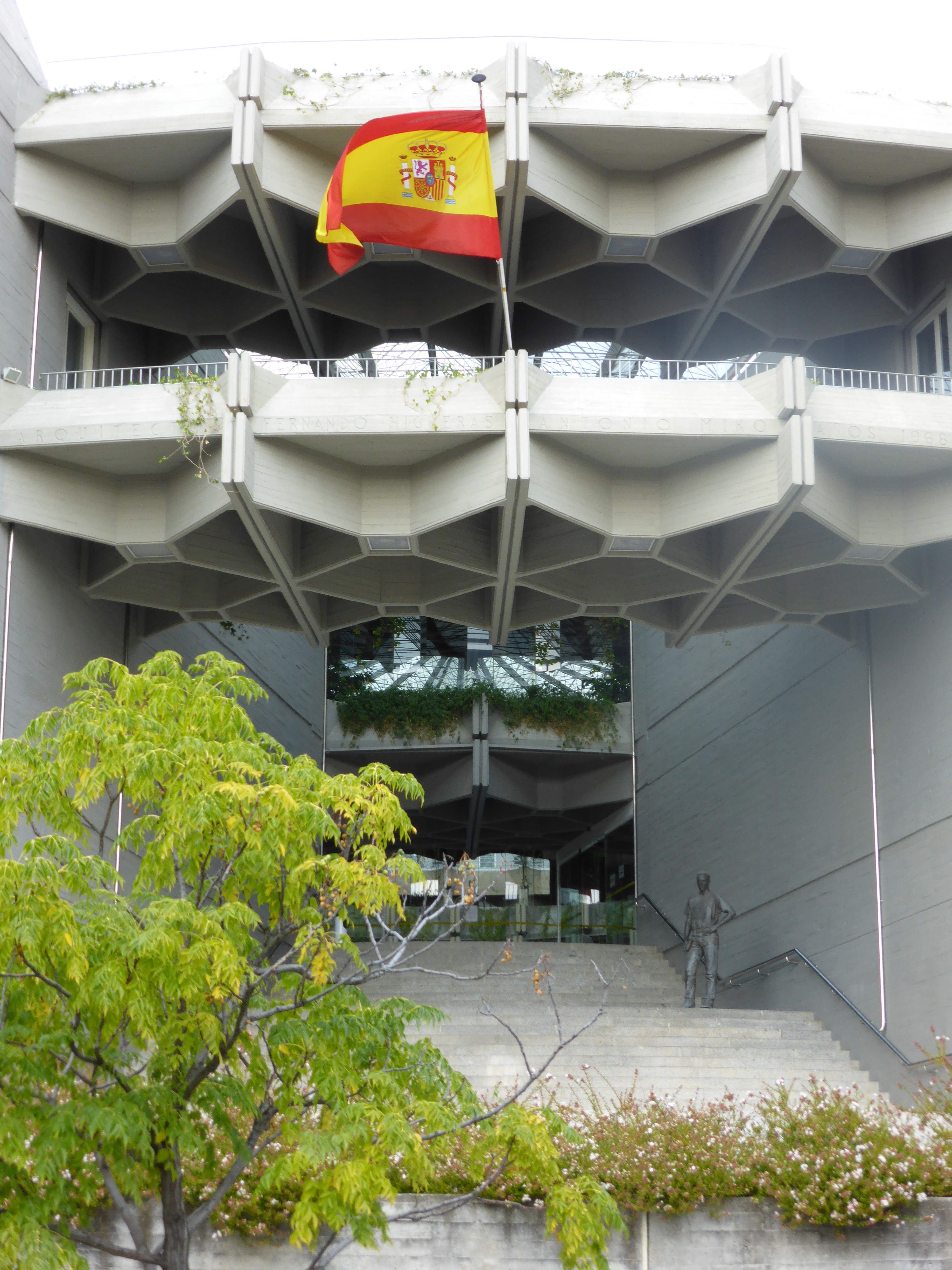
Entrée de l'IPCE
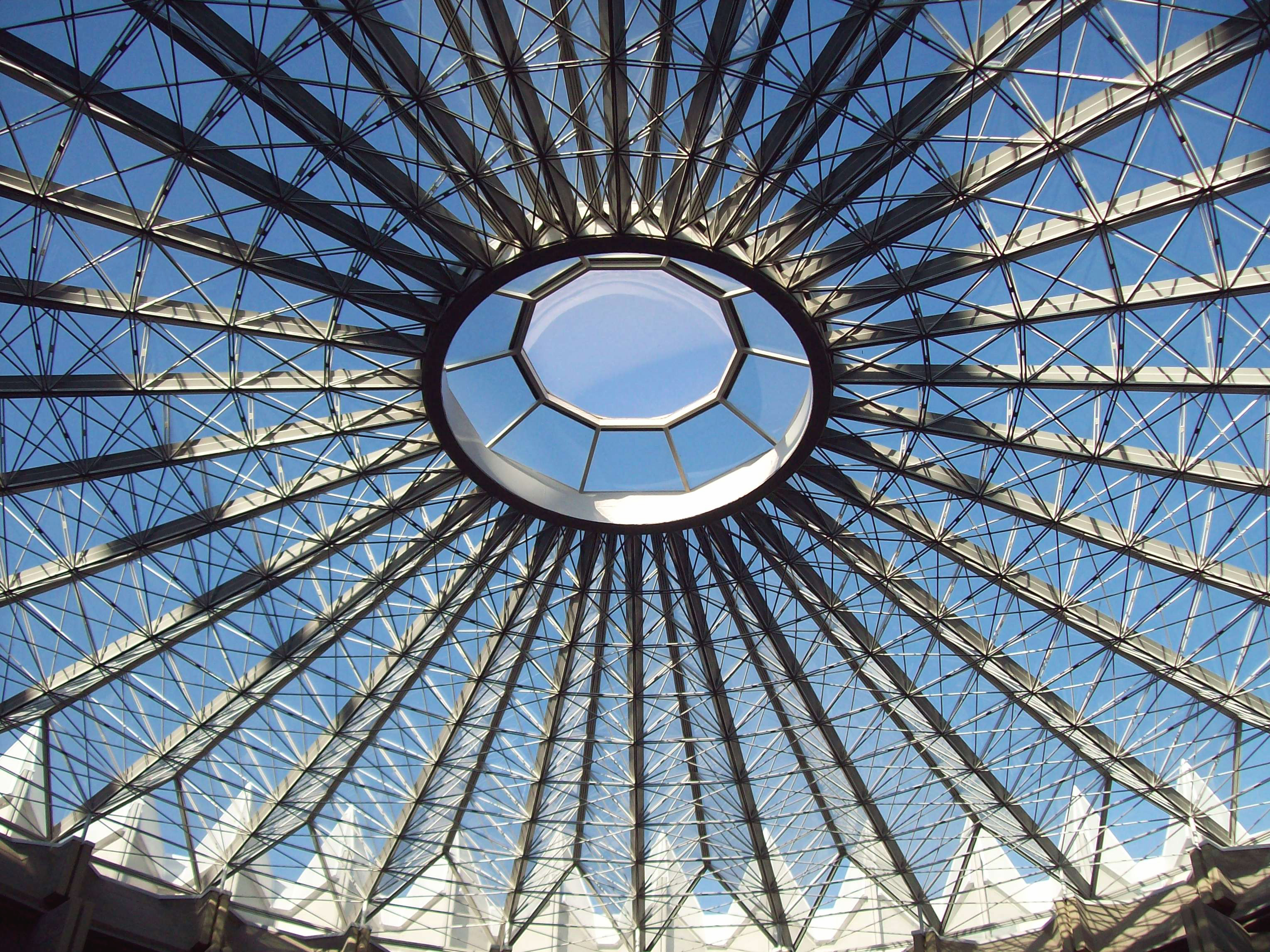
La verrière
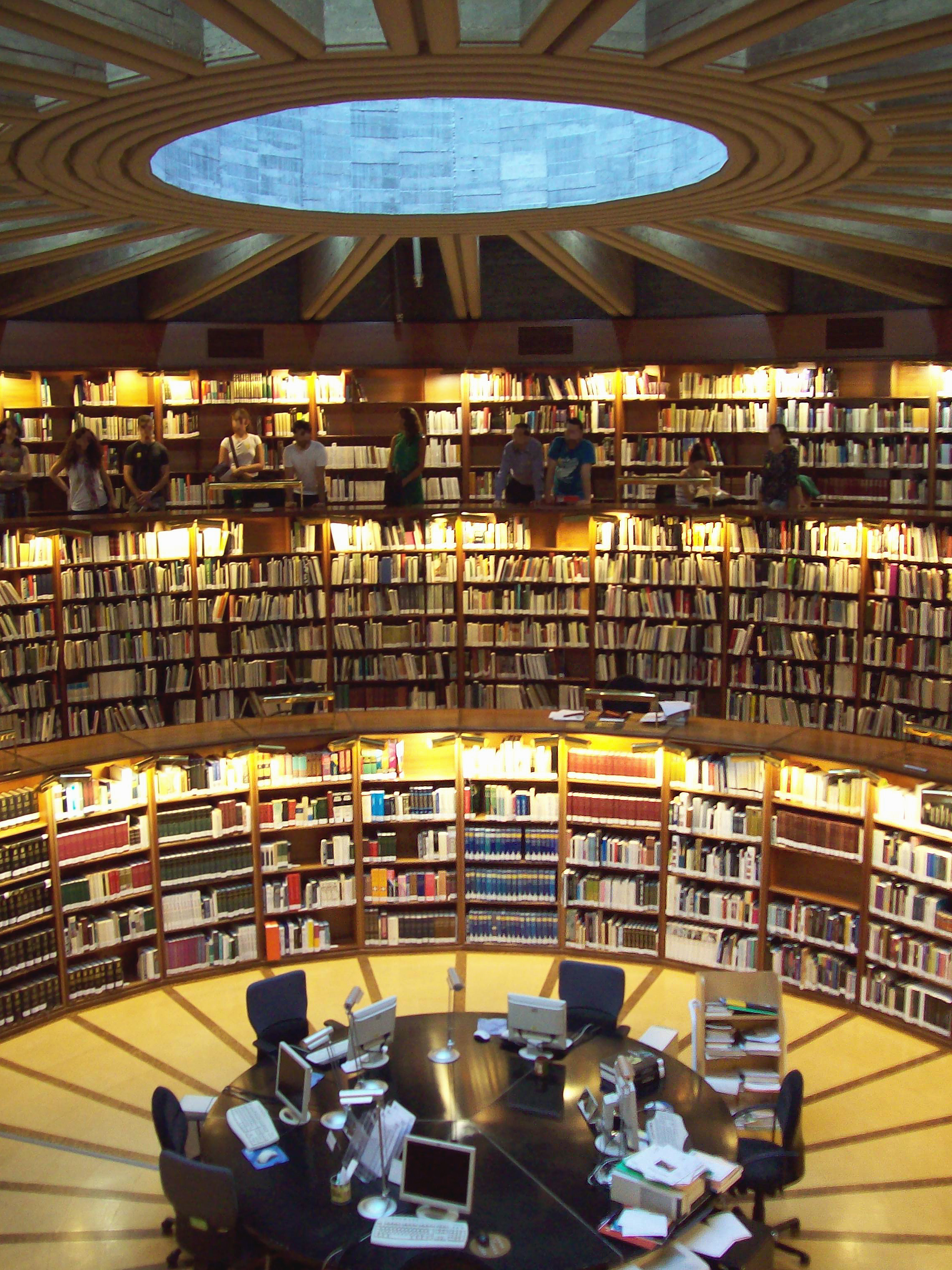
La bibliothèque de l'IPCE

### Sources et bibliographie
- (es) Cet article est partiellement ou en totalité issu de l’article de Wikipédia en espagnol intitulé « Instituto del Patrimonio Cultural de España » (voir la liste des auteurs).
- (es) Alfonso Muñoz Cosme, « El Instituto de Patrimonio Cultural de España », Ge-conservación, no 2,‎ 2011, p. 21-31 (ISSN 1989-8568, lire en ligne) [PDF]
- (es) Mila Trenas, « El Instituto del Patrimonio Cultural de España, guardián de la conservación », lainformacion.com, 21 juillet 2013 (consulté le 10 novembre 2013)